# Крістіна Софія Брауншвейг-Вольфенбюттельська
Крістіна Софія Брауншвейг-Вольфенбюттельська (нім. Christine Sophie von Braunschweig-Wolfenbüttel, 4 квітня 1654 — 5 лютого 1695) — принцеса Брауншвейг-Вольфенбюттельська з династії Вельфів, донька герцога Брауншвейг-Люнебургу князя Брауншвейг-Вольфенбюттельського Рудольфа Августа та графині Барбі-Мюлінгенської Крістіни Єлизавети, перша дружина спадкоємного принца Брауншвейг-Вольфенбюттелю Августа Вільгельма. Настоятелька Гандерсгаймського монастиря у 1678—1681 роках.

## Біографія
Народилась 4 квітня 1654 року у Вольфенбюттелі. Була другою дитиною та другою донькою в родині спадкоємного принца Брауншвейг-Вольфенбюттелю Рудольфа Августа та його першої дружини Крістіни Єлизавети Барбі-Мюлінгенської. Мала старшу сестру Доротею Софію, менша, Елеонора Софія прожила лише п'ять місяців. Країною в цей час правив їхній дід Август Молодший, який вважався одним з найосвідченіших князів свого часу, і разом з тим був відомий через полювання на відьом.
У вересні 1666 року батько став правлячим князем, однак мало цікавився державними справами, віддаючи перевагу заняттям наукою та полюванню. Вже наступного року він призначив молодшого брата своїм заступником і все більше віддалявся від керування країною, а у 1685 році загалом визнав Антона Ульріха співправителем. 
Основною резиденцією сімейства був Вольфенбюттельський замок, літо проводили у придбаному у 1670 році замку Хедвігсбург.

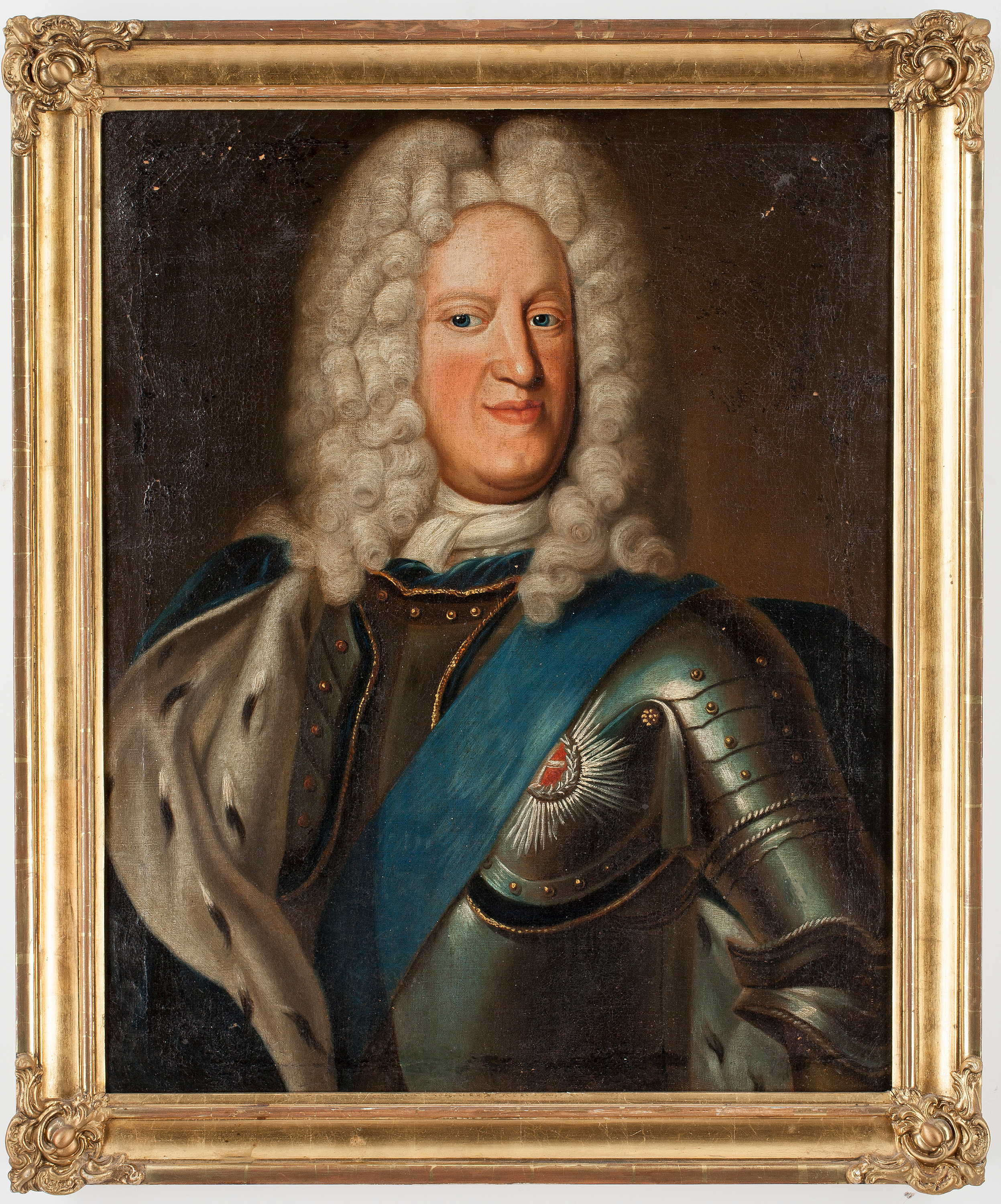
Портрет Августа Вільгельма, 1720

У 1678 році Крістіна Софія стала настоятелькою Гандерсгаймського монастиря після весілля своєї попередниці з Крістофом фон Ранцау. Втім, не маючи спадкоємця, Рудольф Август влаштував шлюб доньки з сином Антона Ульріха. За два місяці до церемонії померла мати дівчини. Князь відразу побрався з юною донькою перукаря Розіною Єлизаветою Менте.
У 27 років Крістіна Софія одружилася зі своїм 22-річним кузеном Августом Вільгельмом, принцом Брауншвейг-Вольфенбюттельським. Вінчання відбулося 29 червня 1681 року у Вольфенбюттелі. Нареченого змальовували як добродушного юнака, схильного до насолод, розкошів та екстравагантності. Згодом він вихвалявся, що у Венеції оволодів мистецтвом одностатевого кохання. Дітей у подружжя не було.
Август Вільгельм, пристрастний колекцонер і мисливець, у 1789 звелів звести новий мисливський замок у Лангелебені на місці старого. Нова будівля була двоповерховим, зробленим з колод, домом з нависаючими балконами. Фактично, герцоги проводили тижні, а то й місяці у Лангелебені.
Крістіна Софія померла у Лангелебені 5 лютого 1695 року. Була похована у крипті церкви Пресвятої Діви Марії у Вольфенбюттелі.
За п'ять місяців Август Вільгельм узяв другий шлюб з Софією Амалією Шлезвіг-Гольштейн-Готторпською.